# Lagonda 20 HP e 30 HP
La Lagonda 20 HP, in seguito ribattezzata Lagonda 30 HP, è stata un prototipo di automobile prodotto dalla casa automobilistica britannica Lagonda in esemplare unico nel 1907. Primo modello prodotto dalla Lagonda, partecipò anche a diverse corse automobilistiche. 

## Storia
Fu il primo modello di autovettura realizzato dalla Lagonda, che in precedenza aveva realizzato motociclette e tricicli a motore con un buon successo. La 20 HP, questo il suo nome, fu assemblata nel 1907 in esemplare unico utilizzando parte delle pezzi in precedenza usati per assemblare i citati tricicli. Aveva una carrozzeria torpedo e montava un motore da 3052 cm³ di cilindrata a valvole laterali e 6 cilindri la cui cubatura fu in seguito portata a 4578 cm³, da cui il cambio di denominazione del modello, che mutò in 30 HP a causa della maggiore potenza erogata dal nuovo propulsore. La carrozzeria venne realizzata in pannelli di lamiera di acciaio stagnato.
Tale evoluzione del motore, soprattutto in fatto di potenza erogata, permise alla 30 HP di ottenere buoni risultati nelle competizioni automobilistiche. In particolare, debuttò nelle corse nel 1909 sul circuito di Brooklands vincendo la sua prima gara, la Mosca-San Pietroburgo, nel 1910.